# Mig (dessinateur)
Pour les articles homonymes, voir MIG.
 (octobre 2018).
Œuvres principales
- Wakfu
- Ogrest

Mig, nom de plume de David Laurent, né le 12 décembre 1975 à Ronchin en France, est un auteur de bande dessinée et animateur français.

## Biographie
Après avoir été diplômé de l'ESAAT à Roubaix où il a obtenu son BT maquettiste option dessin animé ainsi qu'un BTS d'expression visuelle, il publie ses deux premières séries de bandes dessinées avec Hervé Richez. Ensuite, il travaille successivement pour les Éditions Albert René et les magazines Disney.
En 2008, il arrive au sein du groupe Ankama et travaille sur le dessin animé Wakfu. Il dessine dans la décennie qui suit plusieurs bandes dessinées se déroulant dans le même univers, comme Wakfu : Shak Shaka avec Kahel ou le manfra Ogrest.
En 2019, il publie sa première histoire courte au Japon nommée Catalante, un hommage à Osamu Tezuka, parue dans le magazine Tezucomi.

## Publications

### Bandes dessinées
Dessinateur
- Sam Lawry (cycle 1 seulement), scénario de Hervé Richez, collection Grand Angle, Éditions Bamboo
- Le Messager (6 tomes), Éditions Bamboo[6]
- 62 auteurs de Boulogne Dessiné, collectif, Les Amis de la BD
- Les Chansons en images, scénario de Raoul de Godewarsvelde et de Xavier Betaucourt, Imbroglio
- Ces savants qui ont changé le monde (volumes 1 et 2), Science & Vie Junior
- Les Chroniques de Wakfu, collectif, Ankama Éditions
- Jukebox (3 tomes)
- Wakfu : Shak Shaka (2 tomes), scénario et couleurs de Kahel, Ankama Éditions
- Un petit livre oublié sur un banc (2 tomes), scénario de Jim, couleurs de Delphine, Bamboo, coll. « Grand Angle »
- Puzzle, tiré de l'œuvre éponyme de Franck Thilliez, Ankama Éditions

Scénariste
- Dofus Pets (2 tomes)

### Manfras
Dessinateur
- Dofus Monster, Ankama Éditions :
  - Tome 7 : Zatoïshwan

Auteur
- Ogrest (4 tomes), Ankama Éditions

Assistant
- Wakfu, dessin de Saïd Sassine, co-écrit avec Tot et Azra, Ankama Éditions
  - Tome 3 : Les mines de Lamororia

### Comics
Coloriste
- Remington Arc 3 : Les Nuits roublardes

Scénariste
- Maskemane (à partir du tome 10)